# Evento primário
Em teoria da probabilidade, um evento elementar (também chamado de um evento atômico ou evento simples) é um evento que contém apenas um único resultado no espaço amostral. Usando a terminologia da teoria dos conjuntos, um evento elementar é um singleton. Eventos elementares e seus resultados correspondentes são muitas vezes escritos de forma intercambiável para simplificar, como tal, um evento corresponde a precisamente um resultado.

## Exemplos de eventos elementares
'-Todos os conjuntos {k}, onde k ∈ N se os objetos estão sendo contados e o espaço amostral é S = {0, 1, 2, 3,...} (os números naturais).'
-{HH}, {HT}, {TH} e {TT} se uma moeda é lançada duas vezes. S = {HH, HT, TH, TT}. H significa cara e T significa coroa.
-Todos os conjuntos {x}, onde x é um número real. Aqui X é uma variável aleatória com uma distribuição normal e S = (- ∞, + ∞). Este exemplo mostra que, por causa da probabilidade de cada evento elementar é zero, as probabilidades atribuídas aos acontecimentos elementares não determinam uma distribuição de probabilidade contínua.

## Probabilidade de um evento elementar
Acontecimentos elementares pode ocorrer com probabilidades que estão entre zero e um (inclusive). Em uma distribuição de probabilidade discreta cujo espaço amostra é finito, cada evento elementar é atribuída uma probabilidade particular. Em contraste, em uma distribuição contínua, os eventos elementares individuais devem ter todos uma probabilidade de zero porque há infinitamente muitos deles, então as probabilidades não-zero só pode ser atribuído a eventos não-elementares.
Algumas distribuições "mistos" conter ambos os trechos de eventos elementares contínuos e alguns eventos elementares discretas; os eventos elementares discretas em tais distribuições pode ser chamado de átomos ou eventos atômicos e podem ter probabilidades diferentes de zero.
De acordo com a definição da medida da teoria de um espaço de probabilidade, a probabilidade de um evento elementar não precisa mesmo ser definido. Em particular, o conjunto de eventos em que a probabilidade é definida pode ser algum σ-álgebra sobre S e não necessariamente o conjunto de potência máxima.